# Johnny Klimek
Johnny Klimek (ur. 18 sierpnia 1962 w Melbourne) – australijski muzyk, kompozytor muzyki filmowej i producent muzyczny mieszkający w Berlinie.

## Życiorys

### Rodzina
Jego matka Luisa Cester urodziła się 29 stycznia 1916 w Pasiano di Pordenone. W połowie 1940 roku odpłynęła z północnych Włoch na statku, który po kilku tygodniach zawinął do portu w Melbourne. Po zakończeniu wojny została żoną polskiego emigranta Alfonsa Klimka i urodziła ośmioro dzieci. Jej siostra Fanny Cester była śpiewaczką operową i żoną kolarza Nino Borsari. Do krewnych należą bracia Nic i Chris Cester, którzy założyli w Melbourne w 2001 roku rockowy zespół muzyczny „Jet“.

### Kariera
W Melbourne Johnny Klimek grał jako gitarzysta w zespole muzyki rocka garażowego. W 1983 wyjechał do Berlina Zachodniego, gdzie występował jako basista z bliźniaczką Jayney i starszym bratem Alfem w zespole muzyki pop-rockowej „The Other One“. Od początku lat 90. był aktywny w gatunkach muzycznych trance, ambient oraz techno. Zrealizował z berlińską wytwórnią fonograficzną MFS projekty Effective Force, 030 i System 01, oraz współpracował z Dr. Motte, Paulem van Dykiem i Gudrun Gut. W 1994 skomponował muzykę do pierwszego albumu „45 RPM“ Paula van Dyka, a w 1998 do jego drugiego albumu „Seven Ways“.  W 1996 roku wziął udział jako basista w trasie koncertowej z Niną Hagen.
W 1997 skomponował po raz pierwszy, wspólnie z Tomem Tykwerem i Reinholdem Heilem, muzykę do dramatu filmowego Zimowy sen, a następnie do większości filmów zrealizowanych przez Toma Tykwera. Jest kompozytorem przewodniego motywu muzycznego do amerykańskiego serialu TV „Bez śladu“ oraz muzyki do 31 odcinków serialu Deadwood.

## Nagrody i wyróżnienia
Filmy i seriale z jego oprawą muzyczną uzyskały pięciokrotnie nagrodę Amerykańskiego Stowarzyszenia Kompozytorów, Autorów i Wydawców (ASCAP) oraz były dwukrotnie nominowane do nagrody filmowej Saturn i raz do Primetime Emmy Award. W 2006 roku został nominowany do nagrody Saturn w kategorii najlepsza muzyka za muzykę do filmu Pachnidło. W grudniu 2007 wziął udział w Berlinie w 20. ceremonii wręczenia Europejskich Nagród Filmowych w kategorii „Najlepszy Europejski Kompozytor“ za muzykę do filmu Pachnidło. Za kompozycję do filmu Atlas chmur został nominowany w 2013 roku za najlepszą muzykę filmową do nagrody filmowej Złotego Globu.

## Dyskografia
- 1993: Effective Force – Illuminate The Planet
- 1993: 030 – Ki
- 1994: System 01 – Drugs Work
- 1996: Effective Force – Back And To The Left
- 2001: Johnny Klimek – Sound Of Klimax

## Filmografia
- 1997: Zimowy sen
- 1998: Biegnij Lola, biegnij
- 1999: Schlaraffenland
- 2000: Mrówki w gaciach
- 2000: Księżniczka i wojownik
- 2000: LiebesLuder
- 2001: Tangled
- 2002: Bez śladu
- 2002: Zdjęcie w godzinę
- 2002: Pif-Paf! Jesteś trup!
- 2003: Płynąc pod prąd
- 2004: Iron Jawed Angels
- 2004/2006: Deadwood
- 2005: Jaskinia
- 2005: Sophie Scholl – ostatnie dni
- 2005: Ziemia żywych trupów
- 2006: Zakochany Paryż
- 2006: Pachnidło
- 2007: Krew jak czekolada
- 2007: John from Cincinnati
- 2007: Anamorph
- 2008: Nieodebrane połączenie
- 2009: The International
- 2010: Bis aufs Blut – Brüder auf Bewährung
- 2010: Trzy
- 2010: Jutro: Kiedy zaczęła się wojna
- 2010: Les 7 jours du talion
- 2011: Elita zabójców
- 2011: Piekielna jedenastka
- 2012: Przebudzenie
- 2012: Atlas chmur
- 2012: Open Heart
- 2013: Wolf Creek 2
- 2013: Newsroom
- 2014: Ja, Frankenstein
- 2014: Kill Me Three Times
- 2015/2017: Sense8
- 2016: Hologram dla króla
- 2016: The Darkness
- 2017/2020: Babilon Berlin
- 2017: Dieses bescheuerte Herz
- 2019: Jett
- 2025: Das Licht